# Miroslav Kácha

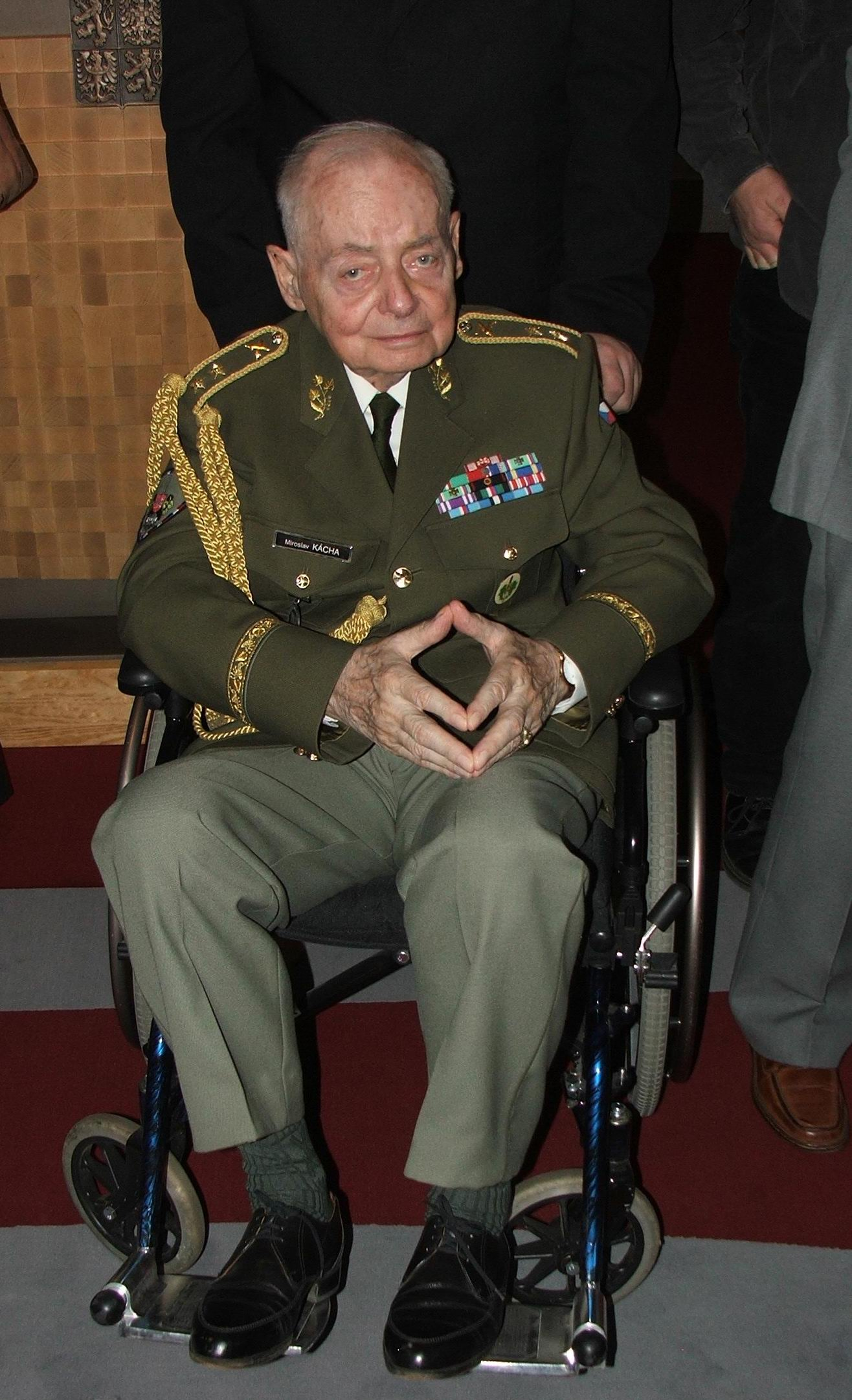
Miroslav Kácha 2008

Miroslav Kácha (* 21. September 1923 in Prag; † 6. April 2010 ebenda) war ein tschechoslowakischer Soldat und tschechischer Generalmajor, sowie Widerstandskämpfer gegen die deutsche Okkupation und das kommunistische Regime. 

## Leben
Nach dem Abitur 1942 hatte Kácha in der Maschinenfabrik ČKD Libeň gearbeitet, wo leichte Panzer und Panzerjäger  für die Wehrmacht produziert wurden. Er nahm Kontakte zu der aus Armeeangehörigen hervorgegangenen Widerstandsgruppe Obrana národa auf, für die er Berichte von seinem Arbeitsplatz lieferte. Nach Kriegsende studierte er an der militärischen Akademie in Hranice na Moravě, die er im August 1948 im Rang eines Leutnants verließ. Bereits an der Akademie nahm er Kontakte zu einer Gruppe von Armeeoffizieren auf, die sich gegen immer offensichtlichere Tendenzen der Unterwanderung der Armee durch kommunistische Funktionäre wandten. Nach der kommunistischen Machtübernahme 1948 haben sie dann ihre Informationen und Erkenntnisse über die Lage in der Armee per Funk ins westliche Ausland weitergeleitet.
Am 21. Mai 1949 wurde Kácha verhaftet und etlichen harten Verhören unterzogen, die mehrere Monate dauerten. Der Prozess gegen Kácha und andere verhaftete Mitarbeiter begann am 12. September 1949 mit der Anklage wegen Hochverrat und Spionage, die durch eine organisierte Gruppe von Armeeoffizieren begangen werden sollte. Kácha wurde zu einer lebenslangen Haft verurteilt und verbrachte elf Jahre im Gefängnis, die letzten acht Jahre in der berüchtigten Festung Leopoldov. 1960 wurde er amnestiert und mit einer sehr schlechten Gesundheit entlassen. Bereits 1961 versuchte jedoch der Staatssicherheitsdienst StB ihn anzuwerben mit der Androhung, ihn sonst zurück ins Gefängnis zu bringen. Kácha fingierte auf seinem Arbeitsplatz einen schweren Unfall und täuschte Gedächtnisschwund vor, bis die Polizei ihr Interesse verlor.
Nach dem Zusammenbruch des Regimes 1989 wurde Kácha rehabilitiert. 1995 verlieh ihm Präsident Václav Havel den Orden des Weißen Löwen dritter Klasse und beförderte ihn gleichzeitig zum Generalmajor.